# Pfarrkirche Heiligengeist (Villach)

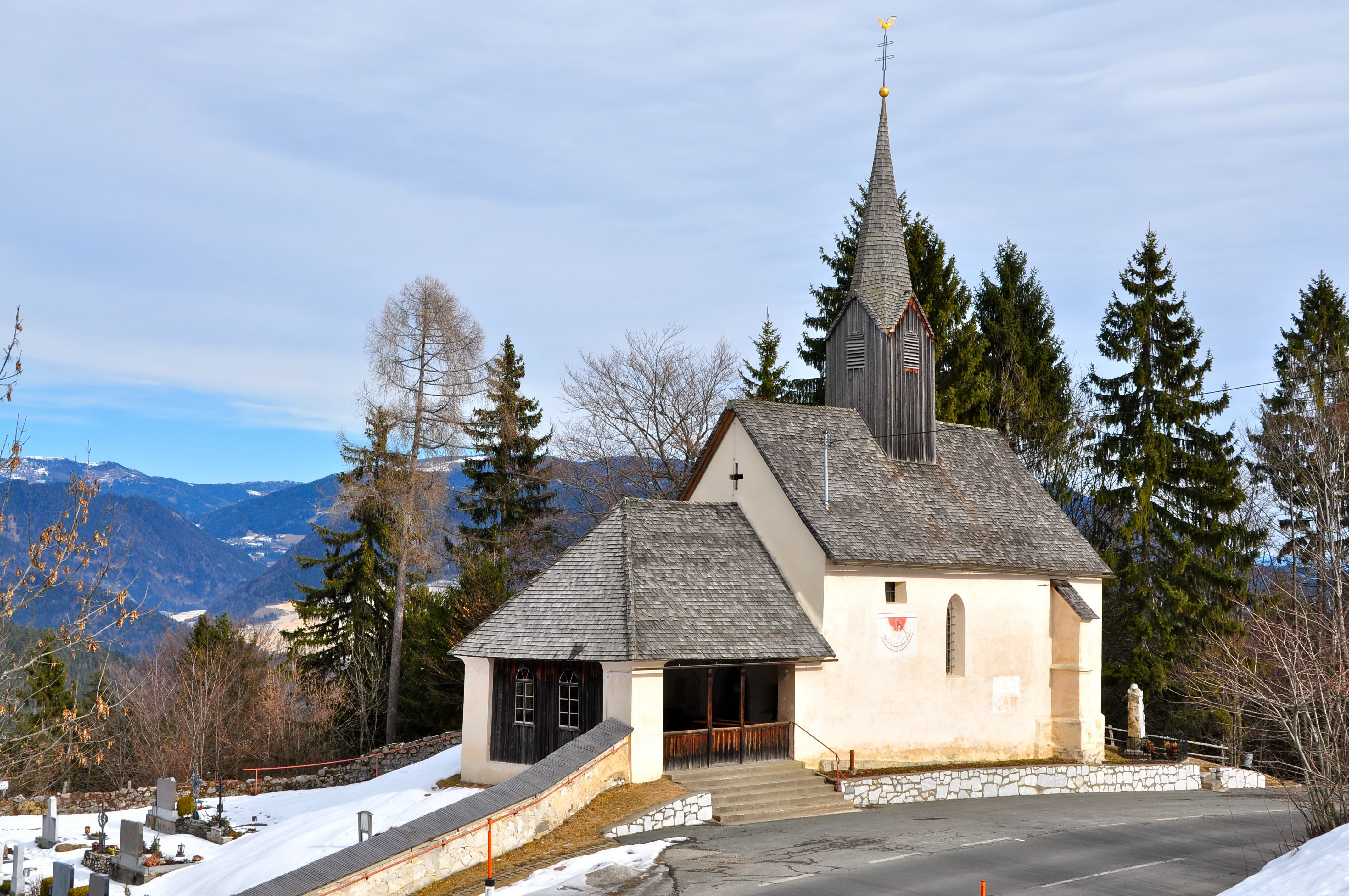
Pfarrkirche Heiligengeist bei Villach

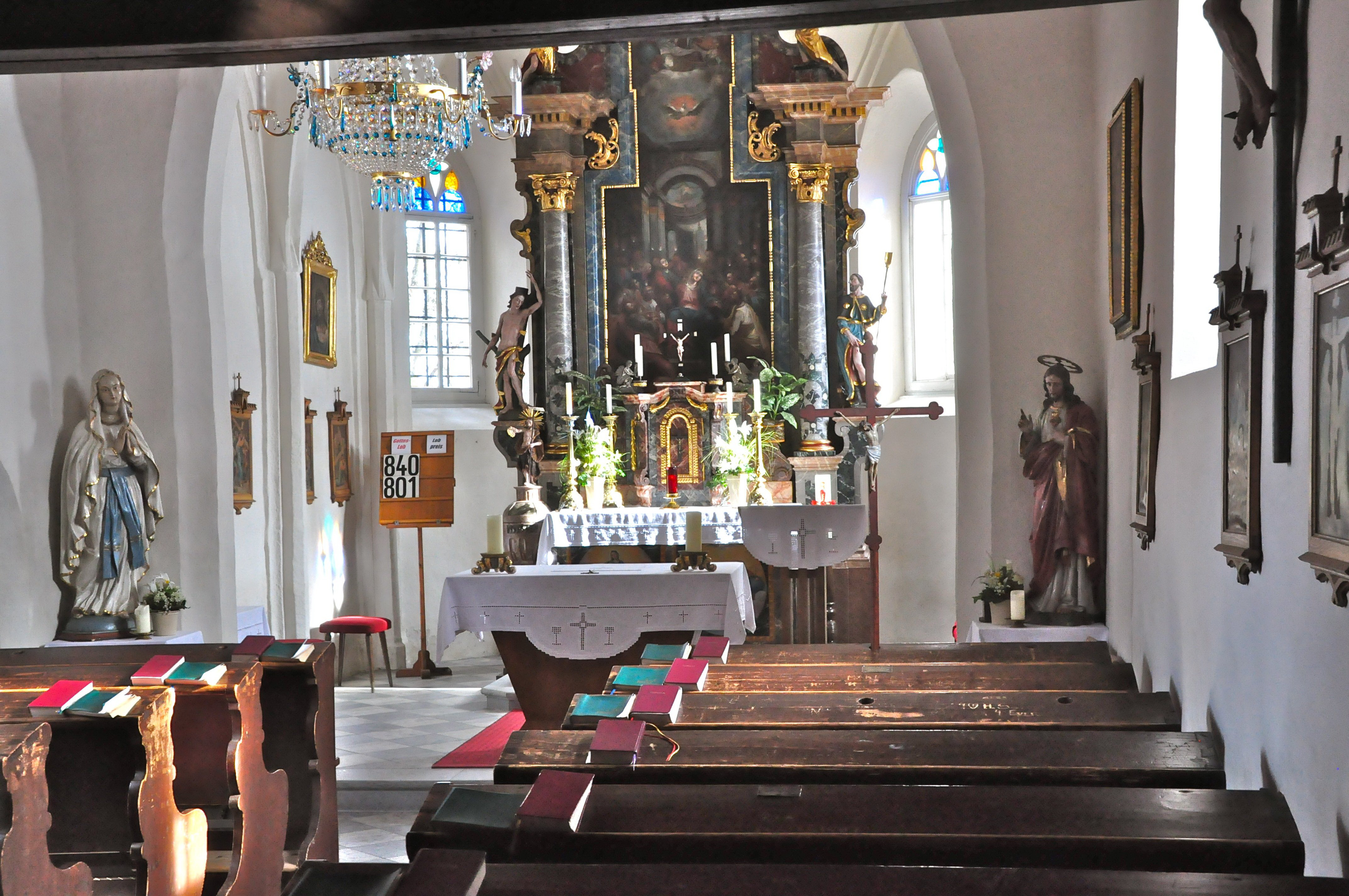
Innenraum

Die Pfarrkirche Heiligengeist bei Villach ist an der Straße nach Bad Bleiberg gelegen.

## Baubeschreibung
Der kleine gotische Bau wurde 1449 erstmals genannt. Die um 1830/40 erbaute Pfeilervorhalle ist holzverschalt und nach Süden offen. Über der Mitte des Kirchenschiffes erhebt sich ein hölzerner Dachreiter mit Spitzgiebelhelm. Am Übergang vom Langhaus zum Chor wird der Bau von je einem einfach abgetreppten Strebepfeilern gestützt. Nördlich am Langhaus ist eine Sakristei mit einem spätgotischen Fenster angebaut. An den beiden Langhauswänden befindet sich je ein, im Chorpolygon drei Spitzbogenfenster. Betreten wird die Kirche durch ein abgefasstes, spätgotisches Spitzbogenportal.
Über dem Langhaus streckt sich eine flache Holzdecke. Von der Langhausnordwand führt ein spitzbogig abgefasstes, spätgotisches Portal in die Sakristei. Die hölzerne Westempore wurde um 1830/40 errichtet. Ein beidseitig abgefasster, spitzbogiger Triumphbogen verbindet das Langhaus mit dem Chor. Der zweiwöchige Chor mit 3/8-Schluss hat die gleiche Breite wie das Langhaus. Das ehemalige Netzgratgewölbe mit gekehlten Wandvorlagen mit achteckigen Diensten wurde in den Wölbungen mit Stichkappen verändert. An der Südwand im östlichen Joch ist eine spitzgiebelige Sakramentsnische eingelassen.
1967 wurden an der Nordwand Wandmalereien aus dem zweiten Viertel des 15. Jahrhunderts freigelegt. Sie zeigen den Dreikönigszug, die Anbetung der Könige und das Letzte Abendmahl.

## Einrichtung
Der Hauptaltar wurde 1780 von Hieronymus Wirth geschaffen und 1782 von Johann Rudolf gefasst. Das Mittelbild gibt die Herabkunft des Heiligen Geistes wieder. Die Seitenfiguren, die Pestheiligen Sebastian und Rochus wurden von Johann Mayer geschnitzt.
Zur weiteren Einrichtung zählen ein Ölbergrelief aus dem 16. Jahrhundert, ein Gemälde Maria mit Kind im Stil des bäuerlichen Spätbarock und ein kleines Taufbecken aus der ersten Hälfte des 19. Jahrhunderts. Die Orgel wurde wahrscheinlich von Alois Hörbiger um 1840 geschaffen.